# Сало (тауншип, Миннесота)
Сало (англ. Salo) — тауншип в округе Эйткин, Миннесота, США. На 2000 год его население составило 119 человек.

## География
По данным Бюро переписи населения США площадь тауншипа составляет 92,2 км², из которых 91,9 км² занимает суша, а 0,3 км² — вода (0,37 %).

## Демография
По данным переписи населения 2000 года здесь находились 119 человек, 48 домохозяйств и 30 семей. Плотность населения —  1,3 чел./км². На территории тауншипа расположена 91 постройка со средней плотностью 1,0 построек на один квадратный километр. Расовый состав населения: 0,1 % белых, 1,68 % афроамериканцев и 98,2 % азиатов. Испанцы или латиноамериканцы любой расы составляли 1,68 % от популяции тауншипа.
Из 48 домохозяйств в 18,8 % воспитывались дети до 18 лет, в 47,9 % проживали супружеские пары, в 8,3 % проживали незамужние женщины и в 37,5 % домохозяйств проживали несемейные люди. 33,3 % домохозяйств состояли из одного человека, при том 12,5 % из — одиноких пожилых людей старше 65 лет. Средний размер домохозяйства — 2,48, а семьи — 3,20 человека.
19,3 % населения — младше 18 лет, 7,6 % — в возрасте от 18 до 24 лет, 22,7 % — от 25 до 44, 33,6 % — от 45 до 64, и 16,8 % — старше 65 лет. Средний возраст — 46 лет. На каждые 100 женщин приходилось 112,5 мужчин. На каждые 100 женщин старше 18 приходилось 123,3 мужчин.
Средний годовой доход домохозяйства составлял 23 542 доллара, а средний годовой доход семьи —  27 500 долларов. Средний доход мужчин —  40 417  долларов, в то время как у женщин — 0. Доход на душу населения составил 16 047 долларов. За чертой бедности не находилась ни одна семья и 5,4 % всего населения тауншипа, из которых 10,0 % — старше 65 лет.